# Elmer (Missouri)
Pour les articles homonymes, voir Elmer.
Elmer est une ville du comté de Macon, dans le Missouri, aux États-Unis,. Située au nord du comté, elle est incorporée en 1960.

## Démographie
Lors du recensement de 2010, la ville comptait une population de 80 habitants. Elle est estimée, en 2016, à 79 habitants.

## Source de la traduction
- (en) Cet article est partiellement ou en totalité issu de l’article de Wikipédia en anglais intitulé « Elmer, Missouri » (voir la liste des auteurs).